# Canoa/kayak ai Giochi della XXV Olimpiade
Si sono svolte 16 gare di canoa/kayak alle olimpiadi estive 1992: 12 in acque libere (9 gare maschili e 3 femminili) e 4 gare di slalom (3 maschili e 1 femminile). Le gare di slalom sono tornate ad essere disputate dopo un'assenza di 20 anni, dai giochi del 1972 a Monaco di Baviera

## Medagliere
| Posizione | Paese             |   |   |   | Totale |
| --------- | ----------------- | - | - | - | ------ |
| 1         | Germania          | 7 | 2 | 2 | 11     |
| 2         | Bulgaria          | 2 | 0 | 1 | 3      |
| 3         | Ungheria          | 1 | 3 | 2 | 6      |
| 4         | Australia         | 1 | 1 | 1 | 3      |
| 5         | Rep. Ceca         | 1 | 1 | 0 | 2      |
| 5         | Squadra Unificata | 1 | 1 | 0 | 2      |
| 7         | Stati Uniti       | 1 | 0 | 2 | 3      |
| 8         | Italia            | 1 | 0 | 1 | 2      |
| 9         | Finlandia         | 1 | 0 | 0 | 1      |
| 10        | Svezia            | 0 | 2 | 1 | 3      |
| 11        | Francia           | 0 | 1 | 3 | 4      |
| 12        | Polonia           | 0 | 1 | 2 | 3      |
| 13        | Norvegia          | 0 | 1 | 1 | 2      |
| 14        | Danimarca         | 0 | 1 | 0 | 1      |
| 14        | Regno Unito       | 0 | 1 | 0 | 1      |
| 14        | Lettonia          | 0 | 1 | 0 | 1      |

## Canoa

### C1 500 m
| Posizione | Atleta           | Paese             | Tempo |
| --------- | ---------------- | ----------------- | ----- |
|           | Nikolay Bukhalov | Bulgaria          |       |
|           | Michał Śliwiński | Squadra Unificata |       |
|           | Olaf Heukrodt    | Germania          |       |

### C1 1000 m
| Posizione | Atleta            | Paese    | Tempo |
| --------- | ----------------- | -------- | ----- |
|           | Nikolay Bukhalov  | Bulgaria |       |
|           | Ivans Klementjevs | Lettonia |       |
|           | György Zala       | Ungheria |       |

### C2 500 m
| Posizione | Atleta                                 | Paese             | Tempo |
| --------- | -------------------------------------- | ----------------- | ----- |
|           | Dmitri Dovgalyonok Alexandre Masseikov | Squadra Unificata |       |
|           | Ulrich Papke Ingo Spelly               | Germania          |       |
|           | Martin Marinov Blagovest Stoyanov      | Bulgaria          |       |

### C2 1000 m
| Posizione | Atleta                              | Paese     | Tempo |
| --------- | ----------------------------------- | --------- | ----- |
|           | Ulrich Papke Ingo Spelly            | Germania  |       |
|           | Christian Frederiksen Arne Nielsson | Danimarca |       |
|           | Didier Hoyer Olivier Boivin         | Francia   |       |

## Kayak

### K1 500 m
| Posizione | Atleta            | Paese     | Tempo |
| --------- | ----------------- | --------- | ----- |
|           | Mikko Kolehmainen | Finlandia |       |
|           | Zsolt Gyulay      | Ungheria  |       |
|           | Knut Holmann      | Norvegia  |       |

| Posizione | Atleta                       | Paese    | Tempo |
| --------- | ---------------------------- | -------- | ----- |
|           | Birgit Fischer               | Germania |       |
|           | Rita Kőbán                   | Ungheria |       |
|           | Izabella Dylewska-Swiatowiak | Polonia  |       |

### K1 1000 m
| Posizione | Atleta         | Paese       | Tempo |
| --------- | -------------- | ----------- | ----- |
|           | Clint Robinson | Australia   |       |
|           | Knut Holmann   | Norvegia    |       |
|           | Greg Barton    | Stati Uniti |       |

### K2 500 m
| Posizione | Atleta                             | Paese    | Tempo |
| --------- | ---------------------------------- | -------- | ----- |
|           | Torsten Gutsche Kay Bluhm          | Germania |       |
|           | Maciej Freimut Wojciech Kurpiewski | Polonia  |       |
|           | Bruno Dreossi Antonio Rossi        | Italia   |       |

| Posizione | Atleta                              | Paese    | Tempo |
| --------- | ----------------------------------- | -------- | ----- |
|           | Ramona Portwich Anke Von Seck       | Germania |       |
|           | Agneta Andersson Susanne Gunnarsson | Svezia   |       |
|           | Rita Kőbán Éva Dónusz               | Ungheria |       |

### K2 1000 m
| Posizione | Atleta                               | Paese    | Tempo |
| --------- | ------------------------------------ | -------- | ----- |
|           | Torsten Gutsche Kay Bluhm            | Germania |       |
|           | Karl Sundqvist Gunnar Olsson         | Svezia   |       |
|           | Grzegorz Kotowicz Dariusz Białkowski | Polonia  |       |

### K4 500 m
| Posizione | Atleta                                                        | Paese    | Tempo |
| --------- | ------------------------------------------------------------- | -------- | ----- |
|           | Rita Kőbán Éva Dónusz Erika Mészáros Kinga Czigány            | Ungheria |       |
|           | Katrin Borchert Ramona Portwich Birgit Fischer Anke Von Seck  | Germania |       |
|           | Susanne Rosenqvist Anna Olsson Maria Haglund Agneta Andersson | Svezia   |       |

### K4 1000 m
| Posizione | Atleta                                                     | Paese     | Tempo |
| --------- | ---------------------------------------------------------- | --------- | ----- |
|           | Thomas Reineck Mario Von Appen Oliver Kegel André Wohllebe | Germania  |       |
|           | Zsolt Gyulay László Fidel Ferenc Csipes Attila Ábrahám     | Ungheria  |       |
|           | Ramon Andersson Kelvin Graham Ian Rowling Steven Wood      | Australia |       |

## Slalom

### C1
| Posizione | Atleta          | Paese       | Punti |
| --------- | --------------- | ----------- | ----- |
|           | Lukáš Pollert   | Rep. Ceca   |       |
|           | Gareth Marriott | Regno Unito |       |
|           | Jacky Avril     | Francia     |       |

### C2
| Posizione | Atleta                         | Paese       | Punti |
| --------- | ------------------------------ | ----------- | ----- |
|           | Scott Strausbaugh Joe Jacobi   | Stati Uniti |       |
|           | Jiří Rohan Miroslav Šimek      | Rep. Ceca   |       |
|           | Franck Adisson Wilfrid Forgues | Francia     |       |

### K1
| Posizione | Atleta             | Paese    | Punti |
| --------- | ------------------ | -------- | ----- |
|           | Pierpaolo Ferrazzi | Italia   |       |
|           | Sylvain Curinier   | Francia  |       |
|           | Jochen Lettmann    | Germania |       |

| Posizione | Atleta                   | Paese       | Punti |
| --------- | ------------------------ | ----------- | ----- |
|           | Elisabeth Micheler-Jones | Germania    |       |
|           | Danielle Woodward        | Australia   |       |
|           | Dana Chladek             | Stati Uniti |       |